# Mordellistena falsoparvula
Mordellistena falsoparvula är en skalbaggsart som beskrevs av Karl Friedrich Ermisch 1956. Mordellistena falsoparvula ingår i släktet Mordellistena, och familjen tornbaggar. Arten har ej påträffats i Sverige.